# Третьяков Микола Григорович
Микола Григорович Третьяков (? — ?) — український радянський діяч, голова Луганського окрвиконкому та голова Луганської міської ради. Член Центральної контрольної комісії КП(б)У (1925—1927). Кандидат у члени ЦК КП(б)У (1927—1930). Член ВУЦВК.

## Біографія
Служив у російській імператорській армії, учасник Першої світової війни, отримав два Георгіївські хрести.
Член РСДРП(б) з березня 1917 року.
26 квітня 1917 року Петроградською радою робітничих і солдатських депутатів відправлений до Луганська для ведення агітації, прибув 29 квітня 1917 року і почав працювати робітником на Луганському заводі Гартмана. Був обраний головою завкому від більшовиків і депутатом Луганської міської Ради. У квітні 1918 року — голова евакуаційної комісії при РНК Донецько-Криворізької республіки.
З грудня 1918 року служив у Червоній армії, воював на Південному фронті. У лютому 1919 року призначений заступником комісара Луганського районного комісаріату з військових справ. Учасник Луганської оборони, очолював праву групу (до якої увійшов 1-й комуністичний полк), що займала фронт від Гострої Могили до Георгіївки (Коноплянки).
У 1922 був головою заводського комітету (завкому) Луганського паровозобудівного заводу імені Жовтневої революції.
З 1925 року — завідувач Луганського окружного відділу праці, член президії і заступник голови виконавчого комітету Луганської окружної ради.
У квітні 1926 — жовтні 1927 року — голова Луганської міської ради.
З жовтня 1927 по 1928 рік — голова виконавчого комітету Луганської окружної ради.
Подальша доля невідома.

## Нагороди
- орден Червоного Прапора (1928)
- два Георгіївські хрести